# Hatillo (Puerto Rico)
Hatillo es uno de los 78 municipios que componen el Estado Libre Asociado de Puerto Rico. El municipio de Hatillo está dividido en 10 barrios, a seguir: Aibonito, Bayaney, Buena Vista, Campo Alegre, Capáez, Carrizales, Hatillo, Corcovado, Naranjito y Pueblo. Entre estos, el barrio Pueblo, es donde ubica el centro administrativo del municipio. Colinda al norte con el océano Atlántico, al este con el municipio de Arecibo, al sur con el municipio de Utuado y al oeste con los municipios de Camuy y Lares.

## Historia
Hatillo fue fundado el 30 de junio de 1823 por don Agustín Ruiz Miranda, siendo su primer alcalde don Francisco Martínez. Originalmente los terrenos constaban de diez cuerdas aproximadamente, las cuales fueron otorgadas por Agustín Ruiz Miranda con la condición de que se levantara edificios públicos, calles anchas y se vendieran o cedieran el resto para casas. No debían de dedicarse los terrenos a otra cosa que no fuera lo estipulado por don Agustín Ruiz Miranda. 
En su primer año de fundación, Hatillo contaba con 910 habitantes, al año siguiente aumentó a 2,663 distribuidos en la zona urbana y los barrios de Carrizales, Capáez, Naranjito, Corcovado, Buena Vista, (antes Yeguada Occidental), Campo Alegre, (antes Yeguada Oriental), Pajuil, Bayaney, Aibonito, y Barrio Pueblo. En el censo de 1940 desapareció el barrio Pajuil dividiéndose entre Buena Vista, Naranjito, Corcovado y Campo Alegre. También contaba con dos haciendas azucareras: la «Hacienda Santa Rosa» con 150 cuerdas y la «Hacienda Perseverancia» de 50 cuerdas. 
En 1892, llega el trazado de la línea férrea desde la terminal de San Juan del Ferrocarril de Circunvalación de Puerto Rico hasta el pueblo de Hatillo operada por la Compañía de los Ferrocarriles de Puerto Rico.
Hatillo como tantos otros pueblos de la Isla sufrió cambios en sus límites territoriales con la ley de 1902 para la Consolidación de Ciertos Términos Municipales de Puerto Rico anexándolo al pueblo de Camuy. Después de tres años la Legislatura aprobó le devolución de sus terrenos constituyéndose de nuevo en municipio. En 1910, el barrio Pueblo (rural) se convirtió en el barrio Hatillo (rural). En 1930, los barrios Yeguadilla Occidental y Yeguadilla Oriental cambiaron sus nombres por Buena Vista y Campo Alegre, respectivamente. A la altura de 1940, el censo poblacional reportaba que el barrio Pajuil había desaparecido, distribuyendo sus tierras entre los barrios Buena Vista, Naranjito, Corcovado y Campo Alegre. Luego en el 1947 la Junta de Planificación de Puerto Rico trazó el nuevo mapa del municipio de Hatillo y sus barrios. Como resultado de este nuevo mapa la Junta de Planificación amplió la zona urbana del municipio, incluyendo parte del barrio rural de Hatillo y al barrio «Corcovados» se le cambió su nombre a «Corcovado».  

### Sector agrícola y ganadero
Los primeros colonizadores descartaron el desarrollo agrícola por las grandes zonas pantanosas de la costa. Los primeros asentamientos se desconocen, pero no fue hasta entrado el siglo XVIII que se inició la construcción de la Hacienda Santa Rosa a orillas del Río Camuy, dedicada a la.siembra de caña y granos. Posteriormente se construyó la Hacienda Perseverando, igualmente dedicada a la caña en la cercanía al litoral y de los últimos meandros del Río Camuy.
Al llegar comenzaron su arduo trabajo en tierras costeras llanas o parcialmente llanas, también utilizaron los escarpados cerros de mucha fertilidad. Se cosechaban frutos menores y el mar por un tiempo fue portador de medios económicos por la abundante pesca, sustento que ya casi ha desvanecido, contrario a la agricultura que ha variado. 
La siembra de frutos menores fue cambiando dominando el tabaco, el algodón y la caña de azúcar que por largo tiempo pasó a ocupar la principal industria agrícola hasta los últimos años del 1950. El algodón se eliminó en 1957 y el tabaco en la década del 70 cuando perdió su empuje. Solo los frutos menores, excepto el café comercialmente, son escasamente producidos en la zona central.
La costura también aportó algo. Para la mujer hatillana hubo talleres de costura que fueron un importante alivio económico aunque se consideraban que en ellos había explotación hacia las trabajadoras con grande exigencias de tareas y jornal muy bajo. La pequeña industria estuvo activa desde los primeros años del 1940 hasta los finales del 1950. Hoy la costura ha florecido como una industria artesanal auspiciada por la confección de los trajes utilizados en el festival de màscaras, actividad que evolucionó del llamado día de los inocentes y que es fomentado por el gobierno municipal y estatal.
Aun con todos los cambios sufridos durante el pasar de los años, Hatillo continua, como en épocas pasadas, dedicado a la ganadería, a la industria lechera y sus tierras dedicadas, entre otros usos, a la producción de forraje para ganado. Hasta hace unos años Hatillo contaba con 125 ganaderías que producían alrededor de 60,000,000 cuartillos de leche. Hoy el número de ganaderías ha mermado debido a la situación económica del país.

## Datos generales

### Geografía
- Altitud: 99 metros.
- Latitud: 18°29′17″ N
- Longitud: 66°49′32″ O

### Barrios
- Aibonito
- Bayaney
- Buena Vista
- Campo Alegre
- Capáez
- Carrizales
- Hatillo
- Corcovado
- Naranjito
- Pueblo

### Demografía
Censo del año 2022.
| Barrio       | Habitantes |
| Aibonito     | 3,076      |
| Bayaney      | 2,510      |
| Buena Vista  | 1,984      |
| Campo Alegre | 5,484      |
| Capáez       | 3,253      |
| Carrizales   | 7,650      |
| Corcovado    | 4,608      |
| Hatillo      | 4,516      |
| Naranjito    | 2,861      |
| Pueblo       | 2,388      |
| Total        | 38,330     |

## Símbolos

### Bandera
La bandera consiste en tres franjas iguales. El color azul representa el mar como con el cual colinda Hatillo, el color amarillo, representa la riqueza material y artística del pueblo y el color verde representa la vegetación de nuestro campos en toda su extensión territorial.

### Escudo
El árbol de Corazón y las vacas alusivas a un hato de ganado, proclaman gráficamente el nombre original del pueblo: Hatillo del Corazón. Las ondas plateadas y azules representan las playas de Hatillo. El centro del escusón de la Orden del Carmen, simboliza a Nuestra Señora del Carmen, patrona de la población, que en Puerto Rico es centro importante de su advocación marina. La corona mural es insignia heráldica representativa de pueblos, ciudades y municipales.

«Al timbre, corona mural de oro de tres torres mamposteada de sable y adjurada de sinople.
En el campo de plata un árbol de corazón (annona reticulado) frutado y arrancado al natural.
En el campo de sinople dos vacas estantes, de oro, puestas en palo.
Fajado en ondas azules y plateadas, de ocho piezas.
Escusón de la Orden del Carmen, al centro.
Bajo el escudo sobre el volante blanco a modo de lema, la inscripción, Hatillo del Corazón.»

### Simbolismos
- La corona mural establece la categoría de pueblo para Hatillo, insignia heráldica representativa de pueblos y simboliza la unión de todos sus ciudadanos.
- El árbol de corazón y las vacas, alusivas a un hato de ganado, son armas parlantes del pueblo, es decir proclaman gráficamente el nombre original del pueblo Hatillo del Corazón de Riego.
- Las ondas plateadas y azules representan la playa de Hatillo.
- Al centro, el Escusón de la Orden del Carmen, simboliza a Nuestra Señora del Carmen, patrona de la población, que es en Puerto Rico un centro importante de esta advocación Mariana.

## Transporte y vías principales
Hatillo posee una cantidad de carreteras primarias, secundarias y tercearias que lo conectan con los pueblos limítrofes y con las principales ciudades de la isla como San Juan (Puerto Rico), Aguadilla y Mayagüez. Algunas de las vías principales son la PR-22 y PR-2 que circulan en dirección este- 

## Patrimonio

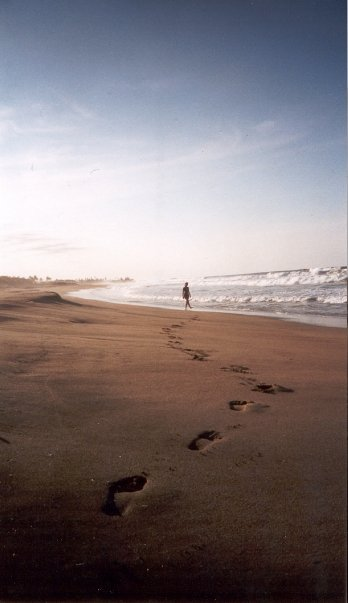
Vista de la playa La Marina en Hatillo

- Parroquia Nuestra Señora del Carmen
- Colegio Robinson (ahora Escuela Intermedia Juliet A. Casey)
- Hacienda Santa Rosa (Ruinas)
- Antigua Central Bayaney
- Cueva Pagan
- Cueva Catedral
- Playa Sardinera
- Punta Maracayo Camping
- Punta Maracayo Resort
- La Marina
- Paseo del Carmen
- Teatro municipal José Antonio Monrouzeau
- Coliseo Francisco «Pancho» Deida Méndez
- Parque los ilustres
- Paseo Colonial
- Plaza del Norte (Centro Comercial)[5]
- Casa de Playa Country Inn
- Gran Parque del Norte[6]